# Alepia amputonis
Alepia amputonis är en tvåvingeart som beskrevs av Quate och Brown 2004. Alepia amputonis ingår i släktet Alepia och familjen fjärilsmyggor. Inga underarter finns listade i Catalogue of Life.